# Volker-Martin Müller
Volker-Martin Müller (* 1944 in Nordhausen) ist ein deutscher Augenarzt, ärztlicher Standesvertreter und Brauchtumspfleger sowie Kommunalpolitiker.

## Leben
Volker-Martin Müller studierte Medizin an der Heinrich-Heine-Universität Düsseldorf. Seit 1971 ist er Mitglied der katholischen Studentenverbindung K.D.St.V. Burgundia (Leipzig) Düsseldorf im CV. 1973 wurde er mit der Arbeit Vergleichende Untersuchungen über verschiedene fistelbildende Operationen beim Glaukom zum Dr. med. promoviert. Nach seiner Facharztausbildung in Augenheilkunde ließ sich 1979 mit eigener Praxis als Augenarzt in Viersen nieder.
Seit 1993 ist er Vorsitzender der Kreisstelle Viersen der Ärztekammer Nordrhein.
1999 erhielt Müller das Bundesverdienstkreuz am Bande des Verdienstordens der Bundesrepublik Deutschland für seine Verdienste in zahlreichen und unterschiedlichsten Ämtern in der ärztlichen Selbstverwaltung, der Kommunalpolitik und der Brauchtumspflege. Mit dem Verdienstorden des Landes Nordrhein-Westfalen wurde er am 22. April 2009 ausgezeichnet.